# Ethnikos Achnas
L'Ethnikos Achnas (in greco Εθνικός Άχνας) è una società calcistica cipriota con sede nella città di Achna.

## Palmarès

### Altri piazzamenti
- Coppa di Cipro:

Finalista: 2021-2022
Semifinalista: 1998-1999, 2001-2002, 2008-2009, 2010-2011, 2011-2012
- B' Katīgoria:

Terzo posto: 1979-1980, 1990-1991

## Organico

### Rosa 2024-2025
Aggiornata al 18 settembre 2024.
| N. |                                 | Ruolo | Calciatore                  |
| -- | ------------------------------- | ----- | --------------------------- |
| 1  | Macedonia del Nord (bandiera)   | P     | Martin Bogatinov (capitano) |
| 5  | Argentina (bandiera)            | D     | Manuel De Iriondo           |
| 6  | Cipro (bandiera)                | D     | Marios Peratikos            |
| 7  | Cipro (bandiera)                | A     | Constantinos Elia           |
| 8  | Polonia (bandiera)              | C     | Patryk Lipski               |
| 9  | Portogallo (bandiera)           | A     | José Gomes                  |
| 10 | Cipro (bandiera)                | C     | Marios Pechlivanis          |
| 11 | Bosnia ed Erzegovina (bandiera) | C     | Vladimir Bradonjić          |
| 12 | Ghana (bandiera)                | C     | Emmanuel Lomotey            |
| 16 | Paesi Bassi (bandiera)          | D     | Lucas Bijker                |
| 20 | Cipro (bandiera)                | D     | Stylianos Kallenos          |
| 21 | Cipro (bandiera)                | D     | Thomas Nikolaou             |
| 22 | Cipro (bandiera)                | D     | Petros Ioannou              |
| 26 | Serbia (bandiera)               | P     | Dušan Marković              |
| 30 | Argentina (bandiera)            | A     | Enzo Cabrera                |

| N. |                        | Ruolo | Calciatore                    |
| -- | ---------------------- | ----- | ----------------------------- |
| 33 | Cipro (bandiera)       | P     | Andreas Stavrinou             |
| 47 | Cipro (bandiera)       | C     | Nikolas Perdios               |
| 70 | Cipro (bandiera)       | A     | Marios Elia                   |
| 71 | Serbia (bandiera)      | C     | Dejan Dražić                  |
| 77 | Cipro (bandiera)       | A     | Dīmītrīs Christofī            |
| 80 | Cipro (bandiera)       | C     | Georgios Nikolas Angelopoulos |
| 90 | Polonia (bandiera)     | A     | Artur Sobiech                 |
| 93 | Serbia (bandiera)      | D     | Nikola Aksentijević           |
|    | Paesi Bassi (bandiera) | A     | Jay Enem                      |
|    | Cipro (bandiera)       | P     | Kōnstantinos Panagī           |
|    | Cipro (bandiera)       | D     | Panayiotis Artymatas          |
|    | Cipro (bandiera)       | D     | Sotiris Kavalieros            |
|    | Cipro (bandiera)       | C     | Sotiris Savva                 |
|    | Grecia (bandiera)      | A     | Nikolaos Iōannidīs            |
|    | Argentina (bandiera)   | A     | Nicolás Andereggen            |

### Rose delle stagioni precedenti
- 2012-2013